# Gong Zhenqi
Gong Zhenqi (en chino: 龚真琦; 2 de noviembre de 2009) es una deportista china que compite en natación, especialista en el estilo libre. Ganó una medalla de oro en el Campeonato Mundial de Natación de 2024, en la prueba de 4 × 200 m libre.

## Palmarés internacional
| Campeonato Mundial | Campeonato Mundial | Campeonato Mundial | Campeonato Mundial |
| Año                | Lugar              | Medalla            | Prueba             |
| ------------------ | ------------------ | ------------------ | ------------------ |
| 2024               | Doha (Catar)       | Medalla de oro     | 4 × 200 m libre    |